# Nikki Sievwright
Nicola Macwilliam Sievwright (née Ross ; 28 janvier 1943 - 12 mars 2018) est un mannequin qui a travaillé pour Chloé et Peter Lumley. 
Après s'être mariée à un officier de cavalerie de la British Army et déménagé en Irlande du Nord, elle rejoint l'Ulster Defence Regiment en tant que greenfinch.

## Biographie

### Jeunesse et famille
Nicola Ross est née le 28 janvier 1943 de Charles Ross, un officier du Service Colonial au Sierra Leone, et de sa femme Nina. Sa mère est envoyée en Angleterre pour la naissance de Nikki et elle n'a pas revu le père avant 1947. Sa mère est morte quatre ans après et son père s'est remarié. La famille déménage à Jersey, où Nicola rejoint Victoria College et devient une cavalière émérite.
Ross se marie au promoteur immobilier John Venning en 1968 et, après leur divorce en 1974, elle se remarie à David Sievwright, un officier dans les 13th/18th Royal Hussars. Ensemble, ils ont un fils et une fille,.

### Mannequinat
Après l'école, Ross déménage à Paris, où elle signe en tant que modèle pour l'entreprise française Chloé à l'âge de 18 ans. Deux ans plus tard, elle déménage à Londres. En novembre 1965, elle participe à un défilé à bord du RMS Queen Elizabeth à New York conçu pour capitaliser le phénomène Swinging London, avec l'objectif de prendre pour £1m de commandes de mode en une semaine. Elle travaille avec Gavin Robinson de Bond Street, en 1966 et 1967, et signe avec Peter Lumley. Elle est retenue pour remplacer Jean Shrimpton et devient une habituée des potins mais déçoit les journaux avec son style de vie simple.

### Ulster Defence Regiment
Après que son mari et son régiment aient été positionnés en Irlande du Nord pendant Les Troubles dans les années 1970, Nikki Sievwright rejoint l'Ulster Defence Regiment en tant que greenfinch, un acte sans précédent pour la femme d'un officier de cavalerie. Elle continue à travailler en tant que mannequin. Les femmes sont admises pour la première fois dans le régiment en 1973 en raison du manque de femmes dans d'autres services pour des tâches ne pouvant être menées que par elles, comme la recherche d'explosifs sur des femmes. En 1978, alors qu'elle opérait dans un poste de contrôle dans la ville des bandits du comté de Tyrone, près des frontières de la république d'Irlande, Sievwright capture un homme recherché après avoir trouvé son passeport caché dans la culotte d'une femme avec qui il était.

### Fin de vie
Sievwrigth voyage ensuite autour du monde avec son mari car il a divers postes de renseignements militaires et atteint le grade de Lieutenant-colonel,. Elle s'est retirée dans le Wiltshire, où elle monte à cheval et joue au tennis. Elle décède d'une septicémie à l'hôpital Great Western, à Swindon, le 12 mars 2018,.